# Édouard Bourdelle

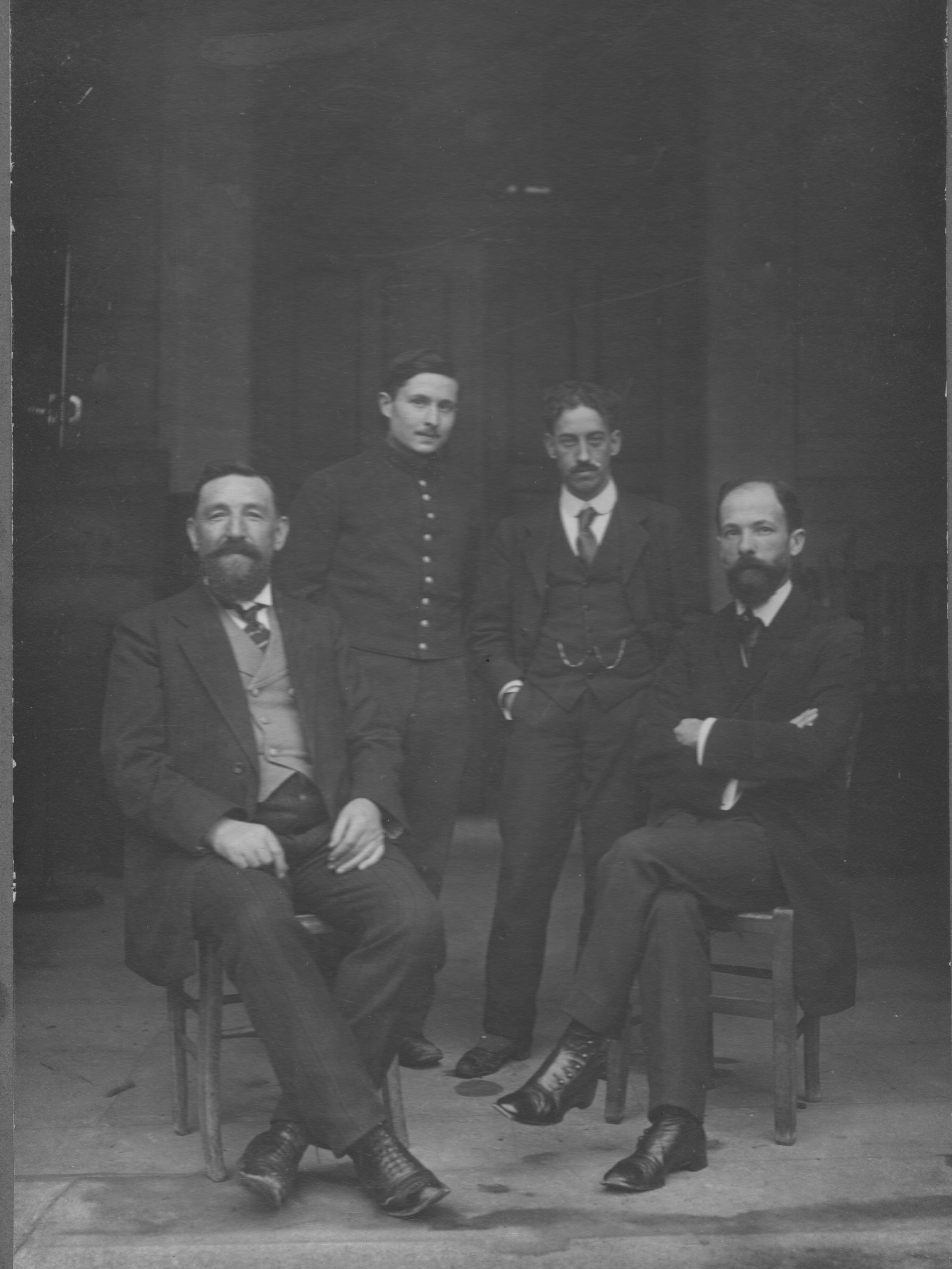
Édouard Bourdelle (sitzend rechts) mit dem Präparator Eugène Petitcolin (sitzend links) im Anatomielabor der École nationale vétérinaire d’Alfort.

Édouard Sicaire Bourdelle (* 21. September 1876 in Périgueux, Département Dordogne; † 16. Juni 1960 in Paris) war ein französischer Tierarzt, Zoologe und Zoodirektor. Seine Forschungsinteressen galten der Anatomie, der Mammalogie, der Ornithologie und dem Naturschutz.

## Leben
Bourdelle wurde nach seinem Schulabschluss als Student an der Tierärztlichen Hochschule in Toulouse zugelassen. Das substanzielle Studium, das er unter der Leitung von Lehrern wie Auguste Chauveau, Ferdinand Laulanié, Louis Georges Neumann und Emmanuel Leclainche absolvierte, vermittelte ihm umfassende Kenntnisse der Morphologie und Biologie von Haustieren, die den ersten soliden Grundstein für seine wissenschaftliche Ausbildung bildeten. Nach Abschluss seines Studiums trat er 1897 als Praktikant in die Fakultät für Anatomie, Histologie und Teratologie der Haustiere der École nationale vétérinaire de Toulouse ein, wo er Mitarbeiter von Paul Lucien Montane wurde. Im Jahr 1900 wurde er Arbeitsleiter in derselben Abteilung. 1912 verließ er Toulouse und wurde Professor für beschreibende und vergleichende Anatomie und Teratologie von Haustieren an der École nationale vétérinaire d’Alfort (EnvA) in der Nähe von Paris. Zu Beginn des Ersten Weltkriegs wurde er in den Versorgungsdienst eingezogen.
Von 1916 bis 1919 war er für den beschleunigten Unterricht von Veterinärstudenten zuständig. 1926 trat er als ordentlicher Professor in den Lehrstuhl für Zoologie (Säugetiere und Vögel) in das Muséum national d’histoire naturelle ein, der nach der Pensionierung von Édouard Trouessart frei geworden war. Von 1926 bis 1936 war Bourdelle Direktor der Ménagerie du Jardin des Plantes.
Bourdelle wurde 1928 zum Professor an der Pariser Zahnarztschule ernannt, leitete 1941 den Lehrstuhl für vergleichende Anatomie und war 1943 Generalinspektor der naturhistorischen Museen der Departements. Von 1943 bis 1947 war er stellvertretender Museumsdirektor. 1947 ging er in den Ruhestand, ohne jedoch seine wissenschaftlichen Aktivitäten aufzugeben.
Bourdelle veröffentlichte mehr als 150 Publikationen, darunter mehrere Bücher, die sich vor allem der beschreibenden und vergleichenden Anatomie sowie der Biologie von Säugetieren widmeten. Mit seinem Lehrer Paul Lucien Montané aus Toulouse entwickelte er zunächst den Bereich der regionalen Anatomie. Aus diesen Untersuchungen entstand eine umfangreiche Langzeitstudie über die regionale Anatomie der Haustiere (1913–1953), an der auch Clément Bressou mitarbeitete. Bourdelle beschäftigte sich später auch mit anderen Themen wie der Anatomie des Mufflons, der Muskulatur der Elefanten, dem Sehvermögen des Pferdes oder den Verwandtschaftsbeziehungen der Urpferde.
Im Museum befasste er sich mit Fragen der vergleichenden Anatomie, insbesondere den Zähnen, über die er in Zusammenarbeit mit Charles Benjamin Bennejeant ein Werk mit dem Titel Anatomie et physiologie bucco-dentaires, anatomie dentaire comparee (1937) veröffentlichte, sowie mit der Skelettbiometrie. Er widmete sich auch dem Studium der Biologie der Säugetiere, wobei er die taxonomische Bedeutung von Merkmalen der inneren Umgebung oder des Verhaltens hervorhob.
Während Bourdelles Amtszeit kamen 20.000 Vogelbälge und über 5000 Säugetierproben in das Museum. Mit Paul Rode gründete er ein Labor für Serologie und er rief eine zentrale Forschungsstelle für den Vogelzug ins Leben. In Zusammenarbeit mit Achille Urbain modernisierte er die Ménagerie du Jardin des Plantes und entwarf die Pläne für den künftigen Jardin zoologique de Vincennes. Darüber hinaus interessierte sich Bourdelle für die Pelztierzucht und er engagierte sich aktiv im Naturschutz. 1936 gründete er die Fachzeitschrift Mammalia.
Bourdelle heiratete 1899 Françoise Cazals, mit der er mehrere Kinder hatte.